# Morinda shuanghuaensis
Morinda shuanghuaensis är en måreväxtart som beskrevs av C.Y.Chen och M.S.Huang. Morinda shuanghuaensis ingår i släktet Morinda och familjen måreväxter. Inga underarter finns listade i Catalogue of Life.